# Scaphiophryne marmorata
Scaphiophryne marmorata ist eine Amphibienart aus der Familie der Engmaulfrösche (Microhylidae).

## Merkmale
Die Art erreicht eine Länge von 48 Millimetern. Die Körperoberseite ist mit zahllosen mehr oder weniger dornigen Warzen besetzt. Bauch und Unterseite der Oberschenkel sind gekörnelt. Vom Auge zieht sich eine Hautfalte bis zur Schulter. Die Körperoberseite ist grün mit schwarzer Marmorierung. Zwischen den Augen beginnt ein sanduhrförmiger schwarzer Fleck. Die Gliedmaßen weisen oben breite, schwarze Querbinden auf. Die Haftscheiben der Finger sind oben rosa. Die Körperunterseite ist schwarz mit gelber Marmorierung. Die Körperform ist gedrungen. Der Kopf ist klein. Der Vorderkopf ist sehr kurz und dreieckig, die Zügelgegend fällt senkrecht ab. Der Intraorbitalraum ist so breit wie ein oberes Augenlid. Der erste Finger ist kürzer als der zweite. Die Zehen sind an ihrer Basis durch kurze Schwimmhäute verbunden. Die Subarticularhöcker der Zehen sind deutlich kleiner als die der Finger. Es sind ein großer schaufelförmiger Metatarsalhöcker sowie ein kleiner Höcker unterhalb des Tibiotarsalgelenks vorhanden. Bei nach vorn an den Körper angelegtem Hinterbein erreicht das Tarsometatarsalgelenk das Auge.

## Vorkommen
Scaphiophryne marmorata kommt im zentralen, östlichen Madagaskar von Zahamena bis nach Andasibe im Süden in Höhenlagen von 100 bis 1000 Meter vor.

## Systematik
Die Art wurde 1882 von George Boulenger erstbeschrieben.